# 1990年世界大賽
1990年世界大賽是由代表美聯的奧克蘭運動家與代表國聯的辛辛那提紅人在世界大賽中對決。最後由紅人4連勝橫掃運動家，拿下世界大賽冠軍。不僅大聯盟出現連兩年世界大賽橫掃的局面，紅人隊也達成隊史首次連續2次於世界大賽橫掃對手的紀錄。
在拿下冠軍過後，紅人隊在世界大賽的連勝場次已來到9場，由於紅人自1991年起尚未打進世界大賽，因此紀錄還在延續中。

## 總結
國聯 辛辛那提紅人（4）- 美聯 奧克蘭運動家（0）
| 場次 | 比數                    | 日期     | 地點                    | 觀眾  |
| ---- | ----------------------- | -------- | ----------------------- | ----- |
| 1    | 運動家 0，紅人 7        | 10月16日 | 濱河體育場              | 55830 |
| 2    | 運動家 4，紅人 5 (10局) | 10月17日 | 濱河體育場              | 55832 |
| 3    | 紅人 8，運動家 3        | 10月19日 | 奧克蘭–阿拉米達郡競技場 | 48269 |
| 4    | 紅人 2，運動家 1        | 10月20日 | 奧克蘭–阿拉米達郡競技場 | 48613 |

## 逐場結果

### 第一戰：10月16日
俄亥俄州，辛辛那提，濱河體育場
| 奧克蘭運動家                                                                                         | 0 | 0 | 0 | 0 | 0 | 0 | 0 | 0 | 0 | 0 | 9  | 1 |
| 辛辛那提紅人                                                                                         | 2 | 0 | 2 | 0 | 3 | 0 | 0 | 0 | X | 7 | 10 | 0 |
| 勝投： 荷西·里荷（1–0） 敗投： 戴夫·史都華（0–1） 全壘打： 運動家：無 紅人：艾瑞克·戴維斯（1下,2分） |   |   |   |   |   |   |   |   |   |   |    |   |

艾瑞克·戴維斯在首局下便開轟，幫助球隊先馳得點。接著紅人在3、5兩局又有攻勢，成功追加5分。
除了打線的爆發，荷西·里荷也主投7局無失分，成功幫助紅人奪下首勝。

### 第二戰：10月17日
俄亥俄州，辛辛那提，濱河體育場
| 奧克蘭運動家                                                                                            | 1 | 0 | 3 | 0 | 0 | 0 | 0 | 0 | 0 | 0 | 4 | 10 | 2 |
| 辛辛那提紅人                                                                                            | 2 | 0 | 0 | 1 | 0 | 0 | 0 | 1 | 0 | 1 | 5 | 14 | 2 |
| 勝投： Rob Dibble（1–0） 敗投： 丹尼斯·艾克斯利（0–1） 全壘打： 運動家：荷西·坎塞柯（3上,1分） 紅人：無 |   |   |   |   |   |   |   |   |   |   |   |    |   |

運動家推出賽揚獎得主鮑伯·威爾契強碰丹尼·傑克森，傑克森投不滿3局便失了4分退場，不過威爾契前四局也掉了3分。
8局下，威爾契退場後，Glenn Braggs擊出帶有打點的滾地球，幫助紅人追平比分。
10局下，丹尼斯·艾克斯利在一出局後連續被敲出三支安打，Joe Oliver成功擊出再見安打幫助紅人再下一城。

### 第三戰：10月19日
加利福尼亞州，奧克蘭，奧克蘭–阿拉米達郡競技場
| 辛辛那提紅人 | 0 | 1 | 7 | 0 | 0 | 0 | 0 | 0 | 0 | 8 | 14 | 1 |
| 奧克蘭運動家 | 0 | 2 | 1 | 0 | 0 | 0 | 0 | 0 | 0 | 3 | 7  | 1 |
| 勝投： Tom Browning（1–0） 敗投： Mike Moore（0–1） 全壘打： 紅人：克里斯·薩波 2（2上,1分、3上,2分） 運動家：哈洛德·貝恩斯（2下,2分）、瑞奇·韓德森（3下,1分） |   |   |   |   |   |   |   |   |   |   |    |   |

克里斯·薩波先敲出陽春砲讓紅人取得領先，不過哈洛德·貝恩斯隨即在下半局開轟還以顏色。
3局上，保羅·歐尼爾在一出局一壘有人時敲出一壘方向滾地球，結果馬克·麥奎爾發生接球失誤。這個失誤也讓紅人開啟了一連串攻勢，包含薩波的單局第二轟在內，紅人一舉攻下7分。
瑞奇·韓德森在3局下開轟追回一分，不過隨後攻勢受阻，最終紅人8比3取得聽牌優勢。

### 第四戰：10月20日
加利福尼亞州，奧克蘭，奧克蘭–阿拉米達郡競技場
| 辛辛那提紅人                                                                  | 0 | 0 | 0 | 0 | 0 | 0 | 0 | 2 | 0 | 2 | 7 | 1 |
| 奧克蘭運動家                                                                  | 1 | 0 | 0 | 0 | 0 | 0 | 0 | 0 | 0 | 1 | 2 | 1 |
| 勝投： 荷西·里荷（2–0） 敗投： 戴夫·史都華（0–2） 救援成功： 藍迪·邁爾斯（1） |   |   |   |   |   |   |   |   |   |   |   |   |

兩隊擺出第一戰的先發陣容應戰，戴夫·史都華也擺脫上一場的低潮，先發前7局無失分。
荷西·里荷雖然在首局掉分，不過他很快調整狀態，後面都沒讓對手越過雷池一步。
8局上，紅人對接連敲安攻佔一二壘。保羅·歐尼爾觸擊短打又造成運動家失誤，結果紅人靠著滾地球和高飛球拿下2分逆轉。
里荷在9上投出三振後退場，藍迪·邁爾斯接手後也穩穩抓下兩個出局數，最終紅人拿下世界大賽冠軍，史都華苦吞完投敗。

## 焦點球員
紅人
- Billy Hatcher：世界大賽12打數敲出9支安打，另有7分打點。
- 克里斯·薩波：世界大賽打擊率5成63，敲出9支安打與5分打點。第三戰敲出雙響砲。
- 艾瑞克·戴維斯：世界大賽打擊率2成86，敲出4支安打與5分打點。第一戰敲出致勝轟。
- 荷西·里荷：世界大賽先發2場全勝，15.1局投球送出14次三振，防禦率僅0.59。

運動家
- 瑞奇·韓德森：世界大賽打擊率3成33，敲出全隊最多的5支安打，另有3次盜壘成功。
- 荷西·坎塞柯&哈洛德·貝恩斯：世界大賽都敲出1轟，累積2分打點並列全隊第一。
- 戴夫·史都華：世界大賽先發2場，13局投球送出6次三振，防禦率2.77。

## 外部連結
- Almanac網站上關於1990年世界大賽的頁面（页面存档备份，存于）
- MLB官網裡的1990年世界大賽頁面（页面存档备份，存于）
- Reference網站上關於1990年世界大賽的頁面（页面存档备份，存于）
- 1990年世界大賽逐場比賽結果以及每一球詳細紀錄 （页面存档备份，存于）